# Asheville Altitude 2002-2003
La stagione 2002-03 degli Asheville Altitude fu la 2ª nella NBA D-League per la franchigia.
Gli Asheville Altitude arrivarono quinti nella NBA D-League con un record di 23-27, non qualificandosi per i play-off.

## Roster
| N° | Naz.                   | Ruolo | Sportivo        | Anno | Alt. | Peso |
| -- | ---------------------- | ----- | --------------- | ---- | ---- | ---- |
| 4  | Stati Uniti (bandiera) | G     | Eddie Gill      | 1978 | 183  | 86   |
| 5  | Stati Uniti (bandiera) | G     | Andre Woolridge | 1973 | 183  | 86   |
| 6  | Stati Uniti (bandiera) | G     | Ryan Carroll    | 1979 | 196  | 93   |
| 8  | Stati Uniti (bandiera) | GA    | Brandon Smith   | 1978 | 201  | 98   |
| 10 | Stati Uniti (bandiera) | A     | Johnny Goodman  | 1978 | 198  | 88   |
| 11 | Stati Uniti (bandiera) | GA    | Gary Williams   | 1975 | 201  | 107  |
| 12 | Stati Uniti (bandiera) | G     | Scoonie Penn    | 1977 | 180  | 82   |
| 13 | Stati Uniti (bandiera) | G     | Kevin Morris    | 1977 | 183  | 83   |
| 20 | Stati Uniti (bandiera) | G     | Jeff Trepagnier | 1979 | 193  | 91   |
| 21 | Stati Uniti (bandiera) | A     | Larry Abney     | 1977 | 203  | 100  |
| 23 | Stati Uniti (bandiera) | A     | Elton Mashack   | 1979 | 198  | 100  |
| 24 | Stati Uniti (bandiera) | GA    | Luke Recker     | 1978 | 198  | 95   |
| 30 | Stati Uniti (bandiera) | A     | Ron Rollerson   | 1980 | 208  | 134  |
| 39 | Stati Uniti (bandiera) | C     | Paul Grant      | 1974 | 213  | 111  |
| 42 | Stati Uniti (bandiera) | A     | David Evans     | 1976 | 196  | 104  |
| 45 | Stati Uniti (bandiera) | A     | Lee Scruggs     | 1979 | 211  | 98   |
| 50 | Stati Uniti (bandiera) | AC    | Brandon Kurtz   | 1978 | 208  | 116  |
| 55 | Stati Uniti (bandiera) | AC    | Eddie Elisma    | 1975 | 206  | 97   |
|    | Stati Uniti (bandiera) | G     | Dean Oliver     | 1978 | 180  | 82   |

## Staff tecnico
- Allenatore: Joey Meyer
- Vice-allenatore: Mike Sanders